# Chumash (tribo)
Os chumash são um povo ameríndio tradicionalmente encontrado na costa central da Califórnia (Estados Unidos), entre Malibu e Paso Robles. Consistem em uma tribo de caçadores/coletores e pescadores.